# Krocolidia
Krocolidia (лат.) — род цикадок из подсемейства Neocoelidiinae (Cicadellidae). Встречаются в Западном полушарии (Новый Свет). Неотропика (Бразилия, Перу, Эквадор).

## Описание
Форма удлинённая; crown (макушка головы) сильно выдается за глаза, средняя длина в два с половиной раза больше самой узкой ширины между глазами. Этот род похож на Retrolidia тем, что у него голова сильно выступающая, но легко отличается по отчётливому срединному продольному килю на макушке головы и отсутствием миметического рисунка окраски, также у него цвет бледно-соломенный с красной или без красной средней дорсальной продольной полосой. Переднеспинка с латеральным килем ниже заднего угла глаза. Переднее крыло с наружной крупной переднеапикальной ячейкой, поперечные жилки почти на одном уровне с r-m; средняя переднеапикальная ячейка слабо расширена дистально, вторая и третья апикальные ячейки относительно длинные; внутренняя апикальная ячейка с суженной вершиной; m-cu3 соединена с M3+4.

## Классификация
Род был впервые выделен в 2003 году для вида Krocolidia rufilinea (длина 6 мм). Название рода женского рода и представляет собой комбинацию префикса Kroco- от имени трёх родов неоцелидин, описанных Крамером и первоначально помещенных в Nirvaninae, с суффиксом -lidia, от типового рода Neocoelidiinae.
В 2012 году род был выделен в отдельную трибу Krocodonini (вместе с Krocodona, Krocozzota и Retrolidia) в составе Neocoelidiinae (Cicadellidae).
- Krocolidia obscura Dietrich, 2003[3]
- Krocolidia rufilinea Dietrich, 2003[3]